# Alban Berg
Alban Maria Johannes Berg, född 9 februari 1885 i Wien, död 24 december 1935 i Wien, var en österrikisk tonsättare. Han ingick i den så kallade Andra Wienskolan, som utvecklade tolvtonsmusiken. Andra medlemmar inkluderade Arnold Schönberg, som Berg var elev hos 1904–1910, samt Anton Webern. Även om han lämnade efter sig ett relativt litet konstnärskap är han ihågkommen som en av 1900-talets viktigaste tonsättare för sin uttrycksfulla stil som omfattade "hela världar av känslor och struktur".
Han undervisade bland andra Lars-Erik Larsson.
Berg var född och bosatt i Wien. Han började komponera vid femton års ålder. Han studerade kontrapunkt, musikteori och harmonilära för Arnold Schönberg mellan 1904 och 1911 och anammade hans principer för att utveckla variation och tolvtonstekniken. Bland Bergs större verk kan nämnas operorna Wozzeck (1924) och Lulu (1935, färdigställd postumt), kammarverken Lyrisk svit och Kammerkonzert samt en violinkonsert. Han komponerade också ett antal sånger (lieder). Han sägs ha tillfört mer "mänskliga värden" till tolvtonssystemet; hans verk ses som mer "känslomässiga" än Schönbergs. Hans musik hade en ytlig glamour som gav honom beundrare medan Schönberg själv hade få.
Berg avled i blodförgiftning 1935.

## Biografi

### Barndom
Berg föddes i Wien som det tredje av fyra barn till Johanna och Konrad Berg. Hans far drev en framgångsrik exportverksamhet och familjen ägde flera gods i Wien och på landsbygden. Familjens ekonomiska situation försämrades efter Konrad Bergs död år 1900, och det drabbade särskilt den unge Alban som var tvungen att gå om både sjätte och sjunde klass för att klara examen. En av hans närmaste livslånga vänner och tidigaste levnadstecknare (under pseudonymen Hermann Herrenried), arkitekten Hermann Watznauer, blev en fadersfigur (delvis på Konrads begäran), och var tio år äldre än Berg. Berg skrev brev till honom på upp till trettio sidor, ofta på en blommig, dramatisk prosa med egensinniga interpunktioner. Berg var mer intresserad av litteratur än musik som barn och övervägde flera gånger en karriär som författare, men vände sig långsamt och ibland osäkert till musiken fram till Wozzecks framgång. Han började inte komponera förrän vid femton års ålder, då han började lära sig musik på egen hand, även om han tog pianolektioner av sin systers guvernant. Med den femton år äldre husan Marie Scheuchl på godset Berghof i Kärnten fick han dottern Albine, född den 4 december 1902.
År 1906 träffade Berg sångerskan Helene Nahowski (1885–1976), dotter i en förmögen familj (som ryktades vara utomäktenskaplig dotter till kejsar Frans Josef I av Österrike från hans förbindelse med Anna Nahowski). Trots familjens yttre fientlighet gifte sig paret den 3 maj 1911, trots att "hennes far insisterade på en protestantisk ceremoni för att underlätta den skilsmässa som han förutsåg som oundviklig".

### Tidiga verk (1907–1914)

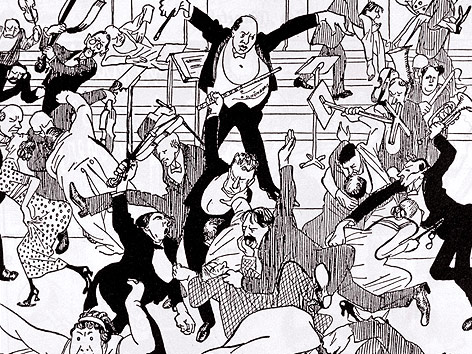
Watschenkonzert [örfilskonsert], karikatyr i Die Zeit (Wien), 6 april 1913.

Med lite tidigare musikutbildning började Berg studera kontrapunkt, musikteori och harmonilära för Arnold Schönberg i oktober 1904. År 1906 studerade han musik på heltid. År 1907 började han ta kompositionslektioner. Bland hans elevkompositioner kan nämnas fem utkast till pianosonater. Han skrev också sånger, bland annat Sieben frühe Lieder, av vilka tre var Bergs första offentligt framförda verk i en konsert med musik av Schönbergs elever i Wien samma år.
De tidiga skisserna kulminerade så småningom i Pianosonaten opus 1, som publicerades 1910 och troligen komponerades 1908–1909. Det har beskrivits som ett av de mest formidabla "första" verk som någonsin skrivits. Berg studerade för Schönberg i sex år fram till 1911. Bland Schönbergs läror var idén att enheten i en musikalisk komposition beror på att alla dess aspekter härrör från en enda grundläggande idé. Denna idé blev senare känd som att utveckla variation. Berg förde detta vidare till sina studenter, av vilka en av dem, Theodor W. Adorno, konstaterade: "Den huvudprincip han förmedlade var variationens: allting skulle utvecklas ur något annat och ändå vara väsensfullt annorlunda". Pianosonaten är ett exempel – hela kompositionen är hämtad från verkets inledande kvart och dess öppningsfras.
Berg var en del av Wiens kulturelit under den berusande fin de siècle-perioden. I hans krets fanns musikerna Alexander von Zemlinsky och Franz Schreker, målaren Gustav Klimt, författaren och satirikern Karl Kraus, arkitekten Adolf Loos och poeten Peter Altenberg.
År 1913 hade två av Bergs Altenberg Lieder (1912) premiär i Wien, dirigerade av Schönberg i den beryktade Skandalkonzert. Tonsättningar av aforistiska poetiska yttranden, sångerna ackompanjerade av en mycket stor orkester. Föreställningen orsakade ett upplopp och fick stoppas. Berg drog tillbaka verket och det framfördes inte i sin helhet förrän 1952. Det fullständiga partituret förblev opublicerat fram till 1966.
Berg hade ett särskilt intresse för talet 23 och använde det för att strukturera flera verk. Olika förslag har gjorts om anledningen till detta intresse: att han tog det från Wilhelm Fliess biorytmteori, där en 23-dagarscykel anses vara betydelsefull eller för att han först drabbades av en astmaattack den 23:e i månaden.

### Wozzeck(1917–1924) ochLulu(1928–1929)
Från 1915 till 1918 tjänstgjorde Berg i den österrikisk-ungerska armén. Under en tjänstledighet 1917 påskyndade han arbetet med sin första opera Wozzeck. Efter första världskrigets slut bosatte han sig åter i Wien där han undervisade privatelever. Han hjälpte också Schönberg att driva sitt Society for Private Musical Performances, som strävade efter att skapa en idealisk miljö för att utforska och uppskatta obekant ny musik genom öppna repetitioner, upprepade framträdanden och uteslutning av professionella kritiker.
År 1924 framfördes tre utdrag ur Wozzeck, vilket gav Berg hans första publika framgång. Operan, som Berg färdigställde 1922, hade premiär den 14 december 1925, då Erich Kleiber dirigerade uruppförandet i Berlin. Idag ses Wozzeck som ett av århundradets viktigaste verk. 1928 påbörjade Berg sin andra opera Lulu i tre akter, men avbröt arbetet 1929 för konsertarian Der Wein som han fullbordade samma sommar. Der Wein förebådade Lulu på ett antal sätt, bland annat när det gäller sångstil, orkestrering, design och text.
Andra välkända kompositioner av Berg inkluderar den lyriska sviten (1926), som senare visade sig använda utarbetade chiffer för att dokumentera en hemlig kärleksaffär; de post-Mahlerianska Tre stycken för orkester (färdigställda 1915 men framförda först efter Wozzeck); och Kammerkonzert (1923–25) för violin, piano och 13 blåsinstrument: den senare är skriven så samvetsgrant att Pierre Boulez har kallat den "Bergs strängaste komposition" och även den är genomsyrad av chiffer och postumt avslöjade dolda program. Det var vid den här tiden han började ställa ut tonkluster i sina verk efter att ha träffat den amerikanske avantgardekompositören Henry Cowell, med vilken han så småningom skulle utveckla en livslång vänskap.

### De sista åren (1930-1935)

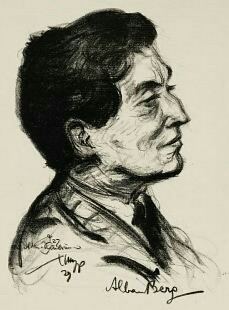
Skiss av Berg utförd av Emil Stumpp

Livet för musikvärlden blev allt svårare under 1930-talet, både i Wien och Tyskland, på grund av den ökande antisemitismen och den nazistiska kulturideologin som fördömde moderniteten. Till och med att umgås med någon som var jude kunde leda till angiveri, och Bergs "brott" var att ha studerat för den judiske tonsättaren Arnold Schönberg. Berg fann att möjligheterna för hans verk att framföras i Tyskland började bli sällsynta, och så småningom förbjöds hans musik och placerades på listan över degenererad musik.
År 1932 förvärvade Berg och hans hustru en isolerad stuga, Waldhaus på södra stranden av Wörthersee nära Schiefling am See i Kärnten, där han kunde arbeta i avskildhet, främst med Lulu och violinkonserten. I slutet av 1934 blev Berg inblandad i de politiska intrigerna kring att hitta en ersättare till Clemens Krauss som chef för Wiener Staatsoper.
När fler av framförandena av hans verk i Tyskland ställdes in av nazisterna, som hade kommit till makten i början av 1933, behövde han försäkra sig om att den nya ledaren skulle vara en förespråkare för modernistisk musik. Ursprungligen hade premiären av Lulu planerats för Staatsoper i Berlin, där Erich Kleiber fortsatte att kämpa för hans musik och hade dirigerat uruppförandet av Wozzeck 1925, men nu såg detta allt mer osäkert ut och Lulu avvisades av myndigheterna i Berlin våren 1934. Kleibers uppsättning av den symfoniska sviten Lulu den 30 november 1934 i Berlin var också ett tillfälle för honom att avgå i protest mot den omfattande sammanblandningen av kultur och politik. Till och med i Wien minskade möjligheterna för Wienskolans musiker.
Berg hade avbrutit orkestreringen av Lulu på grund av en oväntad (och ekonomiskt välbehövlig) beställning av den rysk-amerikanske violinisten Louis Krasner på en violinkonsert (1935). Detta djupt elegiska verk, komponerat med ovanlig hastighet och postumt uruppfört, har blivit en av Bergs ofta framförda kompositioner. Liksom många av hans mogna verk använder den en idiosynkratisk bearbetning av Schönbergs "tolvtonsteknik", som gör det möjligt för kompositören att producera passager som öppet frammanar tonalitet, inklusive citat från historisk tonal musik, som en Bach-koral och en folksång från Kärnten. Violinkonserten tillägnades "minnet av en ängel", Manon Gropius, avliden dotter till arkitekten Walter Gropius och Alma Mahler.

### Död
Berg dog 50 år gammal i Wien på julafton 1935 av blodförgiftning, till synes orsakad av en furunkel på ryggen, framkallad av ett insektsstick som inträffade i november.  Han begravdes på Hietzingkyrkogården i Wien.
Innan han dog hade Berg bara hunnit med orkestreringen av de två första av de tre akterna av Lulu. De färdiga akterna uruppfördes framgångsrikt i Zürich 1937. Av personliga skäl förbjöd Helene Berg senare alla försök att "fullborda" den sista akten, som Berg i själva verket hade fullbordat i ett klaverutdrag. En orkestrering beställdes därför i hemlighet av Friedrich Cerha och uruppfördes i Paris (under Pierre Boulez) först 1979, strax efter Helene Bergs egen död.

## Arv

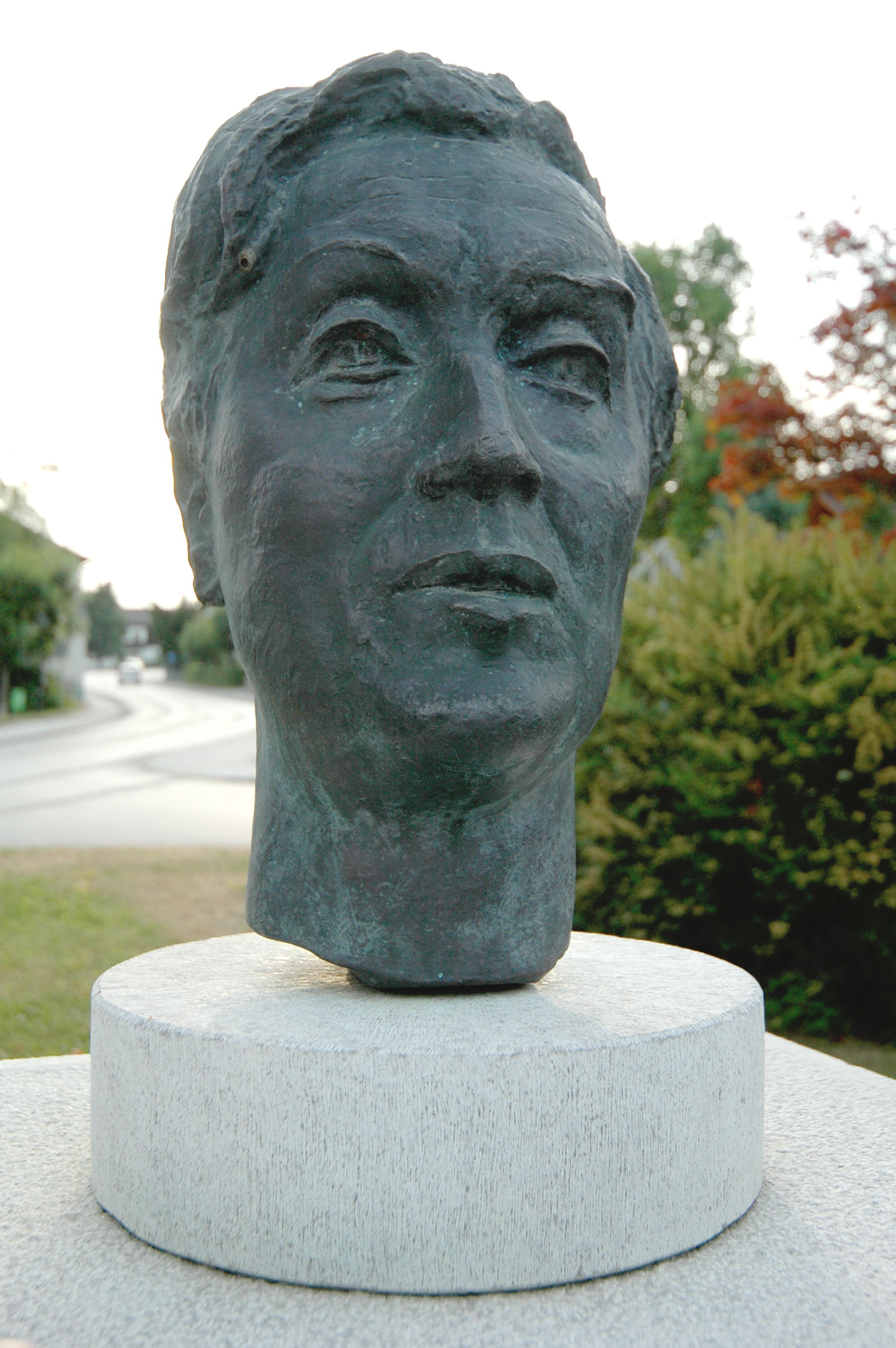
Byst av Berg vid Schiefling am See, Kärnten, Österrike

Berg är ihågkommen som en av 1900-talets viktigaste tonsättare och den mest spelade operakompositören bland den andra Wienskolan. Han sägs ha tillfört mer "mänskliga värden" till tolvtonssystemet, och hans verk ses som mer "emotionella" än Schönbergs. Kritiskt anses han ha bevarat den wienska traditionen i sin musik.
Berg-forskaren Douglas Jarman skriver i The New Grove Dictionary of Music and Musicians att "[när] 1900-talet gick mot sitt slut kom plötsligt den 'bakåtblickande' Berg, som [George] Perle anmärkte, att se ut som dess mest framåtblickande kompositör".
Alban Bergs stiftelse, som grundades av tonsättarens änka 1969, värnar om tonsättarens minne och verk samt delar ut stipendier. Alban Berg-monumentet, som ligger bredvid Wiener Staatsoper och avtäcktes 2016, finansierades av stiftelsen.
Alban Berg-kvartetten är en stråkkvartett uppkallad efter honom, verksam från 1971 till 2008.
Asteroiden 4528 Berg är uppkallad efter honom.

## Verkförteckning

### Opera
- Wozzeck med libretto av tonsättaren, op. 7 (1914–22)
- Lulu med libretto av tonsättaren (1929–35)

### Orkesterverk
- Drei Orchesterstücke, op. 6 (1914–15, rev 1929)
- Kammerkonzert för piano, violin och 13 blåsare (1923–24)
- Lyrische Suite für Streichorchester, tre satser ur stråkkvartetten arrangerade för stråkorkester (1928)
- Fünf symphonische Stücke aus der Oper ‘Lulu’ (Lulu-Suite) för sopran och orkester (1934)
- Violinkonsert (Dem Andanken eines Engels) (1935)

### Kammarmusik
- Stråkkvartett, op. 3 (1910, rev 1924)
- Vier Stücke för klarinett och piano, op. 5 (1913)
- Hier ist Friede, arrangemang för kammarensemble (1917)
- Lyric Suite för stråkkvartett (1925–26)
- Adagio, arrangemang för violin, klarinett och piano av Kammerkonzert, sats II (1935)

### Pianomusik
- Frühe Klaviermusik (1907–08)
  - Impromptu i E-dur
  - Klavierstück i h-moll
  - Klavierstück i c-moll
  - Klavierstück i c-moll
  - Klavierstück i ciss-moll
  - Klavierstück i f-moll
  - Kleiner Walzer i G-dur
  - Menuett i F dur
  - Thema und Variation i a-moll
  - Thema und Variation i f-moll
- Pianosonat, op. 1 (1907–08, rev. 1920)
- Zwölf Variationen über ein eigenes Thema (1908)

### Vokalmusik
- Jugendlieder I för röst och piano (1901–04)

1. "Herbstgefühl" (Siefried Fleischer)
2. "Spielleute" (Henrik Ibsen)
3. "Wo der Goldregen steht" (F. Lorenz)
4. "Lied der Schiffermädels" (Otto Julius Bierbaum)
5. "Sehnsucht" I (Paul Hohenberg)
6. "Abschied" (Elimar von Monsterberg-Muenckenau)
7. "Grenzen der Menschheit" (Johann Wolfgang von Goethe)
8. "Vielgeliebte schöne Frau" (Heinrich Heine)
9. "Sehnsucht" II (Paul Hohenberg)
10. "Sternefall" (Karl Wilhelm)
11. "Sehnsucht" III (Paul Hohenberg)
12. "Ich liebe dich!" (Christian Dietrich Grabbe)
13. "Ferne Lieder" (Friedrich Rückert)
14. "Ich will die Fluren meiden" (Friedrich Rückert)
15. "Geliebte Schöne" (Heinrich Heine)
16. "Schattenleben" (Martin Greif)
17. "Am Abend" (Emanuel Geibel)
18. "Vorüber!" (Franz Wisbacher)
19. "Schummerlose Nächte" (Martin Greif)
20. "Es wandelt, was wir schauen (Joseph von Eichendorff)
21. "Liebe (Rainer Maria Rilke)
22. "Im Morgengrauen (Karl Stieler)
23. "Grabschrift (Ludwig Jakobowski)

- Jugendlieder II för röst och piano (1904–08)

1. "Traum" (Frida Semler)
2. "Augenblicke" (Robert Hamerling)
3. "Die Näherin" (Rainer Maria Rilke)
4. "Erster Verlust" (Johann Wolfgang von Goethe)
5. "Süss sind mir die Schollen des Tales" (Karl Ernst Knodt)
6. "Er klagt das der Frühling so kortz blüht" (Arno Holz)
7. "Tiefe Sehnsucht" (Detlev von Liliencron)
8. "Über den Bergen" (Karl Busse)
9. "Am Strande" (Georg Scherer)
10. "Winter" (Johannes Schlaf)
11. "Fraue, du Süsse" (Ludwig Finckh)
12. "Verlassen" (bömisk folkvisa)
13. "Regen" (Johannes Schlaf)
14. "Traurigkeit" (Peter Altenberg)
15. "Hoffnung" (Peter Altenberg)
16. "Flötenspielerin" (Peter Altenberg)
17. "Spaziergang" (Alfred Mombert)
18. "Eure Weisheit" (Johann Georg Fischer)
19. "So regnet es sich langsam ein" (Cäsar Flaischlein)
20. "Mignon" (Johann Wolfgang von Goethe)
21. "Die Sorglichen" (Gustav Falke)
22. "Das stille Königreich" (Karl Busse)
23. "An Leukon" (Johann Wilhelm Ludwig Gleim)

- Sieben frühe Lieder för röst och piano (1905–08), orkestrerade 1928

1. "Nacht" (Carl Hauptmann)
2. "Schilflied" (Nikolaus Lenau)
3. "Die Nachtigall" (Theodor Storm)
4. "Traumgekrönt" (Rainer Maria Rilke)
5. "Im Zimmer" (Johannes Schlaf)
6. "Liebesode" (Otto Erich Hartleben)
7. "Sommertage" (Paul Hohenberg)

- Schliesse mir die Augen beide (Theodor Storm) för röst och piano (1907, rev 1925)
- An Leukon (Johann Wilhelm Ludwig Gleim) för röst och piano (1908)
- Vier Lieder för röst och piano, op. 2 (1909–10, rev 1920)

1. "Schlafen, schlafen, nicjts als schlafen" (Friedrich Hebbel)
2. "Schlafend trägt man mich in mein Heimatland" (Alfred Mombert)
3. "Nun ich der Riesen Stärksten überwand" (Alfred Mombert)
4. "Warm die Lüfte, es sprießt Gras auf sonnigen Wiesen" (Alfred Mombert)

- Fünf Orchesterlieder nach Ansichtkartentexten von Peter Altenberg (Altenberg Lieder) för sopran och orkester, op. 4 (1912)

1. "Seele, wie bist du schöner"
2. "Sahst du nach dem Gewitterregen"
3. "Über die Grenzen des All"
4. "Nichts ist gekommen"
5. "Hier ist Friede"

- Drei Bruchstücke aus ‘Wozzeck’ för sopran och orkester (1923–24)
- Der Wein (Charles Baudelaire), konsertaria för sopran och orkester (1929)
- Es ist ein Reis entsprungen för blandad kör
- Alban Berg an das Frankfurter Opernhaus, kanon för fyrstämmig blandad kör a cappella (1930)